# 弗拉迪米尔·索博特卡
弗拉迪米尔·索博特卡（捷克語：Vladimír Sobotka，1987年7月2日—），生于特热比奇，捷克男子冰球运动员。他曾代表捷克国家队参加2022年冬季奥林匹克运动会冰球比赛，获得第九名。